# Eschtehard (Verwaltungsbezirk)
Eschtehard oder Verwaltungsbezirk Eschtehard (persisch شهرستان اشتهارد, DMG Šahrestān-e Eštehārd) ist ein Verwaltungsbezirk in der iranischen Provinz Alborz. Er ist nach der gleichnamigen Stadt, dem Sitz der Bezirksregierung, benannt.

## Geschichte
Der Verwaltungsbezirk wurde 2012 vom Verwaltungsbezirk Karadsch abgetrennt. 

## Demografie
Bei der Volkszählung 2016 betrug die Einwohnerzahl des Schahrestan 37.876. Die Alphabetisierung lag bei 90 Prozent der Bevölkerung. Knapp 79 Prozent der Bevölkerung lebten in urbanen Regionen.
| Zensusjahr | Einwohnerzahl |
| ---------- | ------------- |
| 2011       | 29.580        |
| 2016       | 37.876        |